# 小津次郎
小津 次郎（おづ じろう、1920年〈大正9年〉3月22日 - 1988年〈昭和63年〉8月30日）は、日本の英文学者。

## 経歴
愛知県名古屋市生まれ。小津三家の一つの出身で、三重県松坂を本籍地とし、小津安二郎はまたいとこに当たる。1940年、東京帝国大学英文科に入学、中野好夫助教授の指導を受け、1942年、繰上げ卒業。大学院に進学し、1946年、國學院大學予科教授、1950年、東京大学教養学部助教授を経て、1958年より旧・東京都立大学人文学部助教授となる。1962年に東京大学英文科助教授、1971年教授。1980年の定年退官後は明星大学英文科教授。
シェイクスピアを専門とし、日本英文学会会長、日本シェイクスピア協会会長を務めた。没後に正四位勲三等旭日中綬章。

## 主な著書
- 『エリオットの詩劇』 早川書房<現代芸術選書> 1953年
- 『シェイクスピア伝説』 岩波書店<岩波セミナーブックス> 1988年
- 『遺書を書くシェイクスピア』 岩波書店 1989年
- 『シェイクスピア登場』 紀伊國屋書店 1989年

## 翻訳
- シオドア・ドライサー『シスター・キャリー』三都書房 1951年
- シオドア・ドライサー『黄昏』早川書房（上下） 1953年
- エリオット・ポール『ルーヴルの怪事件』東京創元社 1959年 (世界推理小説全集)
- ウィリアム・シェイクスピア『世界文学大系12 シェイクスピア』筑摩書房 1959年、のち「筑摩世界文学大系16」ほか
  - 「十二夜」、および四大悲劇「ハムレット」「オセロー」「リア王」「マクベス」を訳・収録
  - 『十二夜』別版は、岩波文庫 1960年、および「世界古典文学全集」筑摩書房
- グレアム・グリーン『第三の男』早川書房（グリーン選集）1960年、のち「グリーン全集11」、ハヤカワ文庫（新版2001年）
- ジョゼ・アクセルラ/ミシェール・ウィレム『シェイクスピアとエリザベス朝演劇』 武井ナヲエ共訳、白水社<文庫クセジュ> 1964年、のち新版
- 『世界古典文学全集 43 シェイクスピアⅢ』筑摩書房 1966年 - 各・共訳で「ヘンリー六世 第1部」「第2部」「第3部」
- 『世界古典文学全集 46 シェイクスピアⅥ』筑摩書房 1966年 -「アントニーとクレオパトラ」
- 『人生の知恵　シェイクスピアの言葉』関本まや子と共編訳、彌生書房、1969年、新装版1997年ほか
- ジェフリー・ハウスホールド『影の監視者』筑摩書房 1970年 (世界ロマン文庫)
- ジェームズ・ヒルトン『鎧なき騎士』筑摩書房 1970年 (世界ロマン文庫)
- ジョン・ドライデン『劇詩論』研究社出版 1973年
- 『エリザベス朝演劇集』小田島雄志と共編訳、筑摩書房 1974年
- F・E・ハリデイ『図説 シェイクスピアの世界』学習研究社 1978年
- S・シェーンボーム『シェイクスピアの生涯』紀伊國屋書店 1982年
- アンソニー・バージェス『シェイクスピア』金子雄司と共訳、早川書房 1983年

### 責任編集
- 『シェイクスピア・ハンドブック』 南雲堂 1969年
- 『シェイクスピア作品鑑賞事典』 南雲堂 1997年
- 『シェイクスピアの世界劇場』 岩波書店 1985年。編者代表
- 『講座英米文学史 劇』全3巻、大修館書店 1987年ほか

還暦記念論集
- 『イギリス・ルネサンス　詩と演劇』紀伊國屋書店 1980年